# العلاقات التشادية الفانواتية
العلاقات التشادية الفانواتية هي العلاقات الثنائية التي تجمع بين تشاد وفانواتو.

## مقارنة بين البلدين
هذه مقارنة عامة ومرجعية للدولتين:
| وجه المقارنة                                              | تشاد                      | فانواتو                                  |
| --------------------------------------------------------- | ------------------------- | ---------------------------------------- |
| المساحة (كم2)                                             | 1.28 مليون                | 12.19 ألف                                |
| عدد السكان (نسمة)                                         | 15.23 مليون               | 276.24 ألف                               |
| الكثافة السكانية (ن./كم²)                                 | 11.9                      | 22.66                                    |
| العاصمة                                                   | انجمينا                   | بورت فيلا                                |
| اللغة الرسمية                                             | لغة فرنسية، اللغة العربية | اللغة البسلاما، لغة فرنسية، لغة إنجليزية |
| العملة                                                    | فرنك وسط أفريقي           | فاتو فانواتي                             |
| الناتج المحلي الإجمالي (بليون دولار)                      | 9.98 مليار                | 862.88 مليون                             |
| الناتج المحلي الإجمالي (تعادل القوة الشرائية) بليون دولار | 30.54 مليار               | 790.76 مليون                             |
| الناتج المحلي الإجمالي الاسمي للفرد دولار أمريكي          | 775                       | 2.81 ألف                                 |
| الناتج المحلي الإجمالي للفرد دولار أمريكي                 | 2.18 ألف                  | 3.03 ألف                                 |
| مؤشر التنمية البشرية                                      | 0.392                     | 0.594                                    |
| رمز المكالمات الدولي                                      | +235                      | +678                                     |
| رمز الإنترنت                                              | .td                       | .vu                                      |
| المنطقة الزمنية                                           | ت ع م+01:00               | ت ع م+11:00                              |

## منظمات دولية مشتركة
يشترك البلدان في عضوية مجموعة من المنظمات الدولية، منها:
| علم المنظمة | اسم المنظمة                                 | تاريخ انضمام تشاد | تاريخ انضمام فانواتو |
| ----------- | ------------------------------------------- | ----------------- | -------------------- |
|             | يونسكو                                      | 19 ديسمبر 1960    | 10 فبراير 1994       |
|             | مؤسسة التمويل الدولية                       | 2 أبريل 1998      | 28 سبتمبر 1981       |
|             | منظمة حظر الأسلحة الكيميائية                | ?                 | ?                    |
|             | مؤسسة التنمية الدولية                       | 7 نوفمبر 1963     | 28 سبتمبر 1981       |
|             | منظمة التجارة العالمية                      | ?                 | ?                    |
|             | وكالة ضمان الاستثمار متعدد الأطراف          | 11 يونيو 2002     | 27 يوليو 1988        |
|             | الاتحاد البريدي العالمي                     | ?                 | ?                    |
|             | الاتحاد الدولي للاتصالات                    | 25 نوفمبر 1960    | 30 مارس 1988         |
|             | الأمم المتحدة                               | 20 سبتمبر 1960    | 15 سبتمبر 1981       |
|             | البنك الدولي للإنشاء والتعمير               | 10 يوليو 1963     | 28 سبتمبر 1981       |
|             | مجموعة دول أفريقيا والكاريبي والمحيط الهادئ | ?                 | ?                    |